# Opposition (Schach)
Die Opposition im Schach ist eine Position, in der sich beide Könige in einem bestimmten Abstand gegenüberstehen. Sie ist allerdings nur im Endspiel von Bedeutung, weil sonst die Zugmöglichkeiten der Figuren ihre Wirkung aufheben.

## Details
Zu unterscheiden sind:
Die Nahopposition oder gewöhnliche Opposition, bei der sich die Könige nur durch ein Feld getrennt auf einer Linie, Reihe oder Diagonalen gegenüberstehen. Wichtig ist die Nahopposition auf einer Linie oder Reihe. Die beiden Könige versperren sich in diesem Fall gegenseitig den direkten Weg nach vorne, und der am Zug befindliche Spieler muss dem anderen ein (unter Umständen wichtiges) Feld preisgeben. Sehr oft ist Opposition dann unmittelbar verbunden mit Zugzwang.
Besonders in Bauernendspielen kann diese Zugzwangsituation ausgenutzt werden, indem man den gegnerischen König zwingt, die Opposition und damit die Blockade eines wichtigen Felds (zum Beispiel ein Schlüsselfeld) aufzugeben. Danach kann der eigene König in die gegnerische Stellung eindringen. Man sagt auch, diejenige Partei, die dies erreichen kann, habe die Opposition.
Stehen sich die Könige durch ein Feld getrennt diagonal gegenüber (Diagonalopposition), so wird aufgrund der Zugpflicht zwar kein Feld unmittelbar freigemacht. Aber entweder muss der Übergang in die waagerechte oder senkrechte Opposition zugelassen, oder Raum aufgegeben werden. Ein Beispiel hierzu findet sich beim sog. Dreiecksmanöver.
Die Fernopposition, bei der sich die Könige auf einer Linie durch drei oder gar fünf Felder getrennt gegenüberstehen, ist oft Ausgangspunkt für den Übergang zur Nahopposition. In Berechnungen kann man bei Erreichen der Fernopposition abbrechen, wenn man weiß, dass die Stellung in die Nahopposition überführt werden kann.
Eine Trainingsmethode, um das Prinzip der Opposition zu verinnerlichen, stellt folgendes Szenario dar: Beide Parteien erhalten jeweils nur den König auf der eigenen Grundreihe als Spielfigur. Wem es zuerst gelingt, die gegnerische Grundreihe zu erreichen, hat gewonnen.
Es gibt eine weitere Verallgemeinerung des Begriffs der Opposition (manchmal nicht sehr treffend als virtuelle Opposition bezeichnet). Man betrachte die von den zwei Königen besetzten Felder als gegenüberliegende Eckpunkte eines imaginären Rechtecks (bestehend aus den Feldern auf dem Schachbrett). Haben nun alle Eckfelder dieses Rechtecks dieselbe Farbe, dann liegt Opposition vor, anderenfalls nicht. Man kann sich überlegen, dass zuvor geschilderte Oppositionsstellungen Spezialfälle dieser allgemeinen Situation sind: Hat das Rechteck eine Seite mit der Länge eines Feldes, dann stehen die Könige auf einer Linie oder Reihe. Ist das Rechteck ein Quadrat (mit der Seitenlänge drei, fünf oder sieben), dann liegt Diagonalopposition vor. Hauptzweck dieser allgemeinen Oppositionsstellungen ist deren Überführung in die Nahopposition.

## Beispiele
|   | a | b | c | d | e | f | g | h |   |
| 8 |   |   |   |   |   |   |   |   | 8 |
| 7 |   |   |   |   |   |   |   |   | 7 |
| 6 |   |   |   |   |   |   |   |   | 6 |
| 5 |   |   |   |   |   |   |   |   | 5 |
| 4 |   |   |   |   |   |   |   |   | 4 |
| 3 |   |   |   |   |   |   |   |   | 3 |
| 2 |   |   |   |   |   |   |   |   | 2 |
| 1 |   |   |   |   |   |   |   |   | 1 |
|   | a | b | c | d | e | f | g | h |   |

|   | a | b | c | d | e | f | g | h |   |
| 8 |   |   |   |   |   |   |   |   | 8 |
| 7 |   |   |   |   |   |   |   |   | 7 |
| 6 |   |   |   |   |   |   |   |   | 6 |
| 5 |   |   |   |   |   |   |   |   | 5 |
| 4 |   |   |   |   |   |   |   |   | 4 |
| 3 |   |   |   |   |   |   |   |   | 3 |
| 2 |   |   |   |   |   |   |   |   | 2 |
| 1 |   |   |   |   |   |   |   |   | 1 |
|   | a | b | c | d | e | f | g | h |   |

|   | a | b | c | d | e | f | g | h |   |
| 8 |   |   |   |   |   |   |   |   | 8 |
| 7 |   |   |   |   |   |   |   |   | 7 |
| 6 |   |   |   |   |   |   |   |   | 6 |
| 5 |   |   |   |   |   |   |   |   | 5 |
| 4 |   |   |   |   |   |   |   |   | 4 |
| 3 |   |   |   |   |   |   |   |   | 3 |
| 2 |   |   |   |   |   |   |   |   | 2 |
| 1 |   |   |   |   |   |   |   |   | 1 |
|   | a | b | c | d | e | f | g | h |   |

Wie die Beispiele zeigen, ist die Nahopposition ein Mittel, dessen sich sowohl der Angreifer für die Eroberung von Schlüsselfeldern als auch der Verteidigende bedienen kann. Die Schlüsselfelder sind in den Diagrammen mit X markiert, ihre Besetzung durch den angreifenden König ist spielentscheidend. Im Diagramm 2 führt 1. Ke4? Kd6 2. Kd4 Kc6 nur zum Remis, aber es gewinnt 1. Kc5! Kd7 2. Kb6.
Diagramm 3 zeigt, wie die Fernopposition zur Eroberung der Nahopposition eingesetzt werden kann. Weiß am Zug hält nur mit 1. Kf1! Kf4 2. Kf2! Ke4 3. Ke2! remis. Hingegen scheitert 1. Kf2? an 1. … Kf4! 2. Ke2 Ke4!, und Schwarz hat die Opposition, was zur Besetzung eines Schlüsselfeldes führt.